# Зневіра

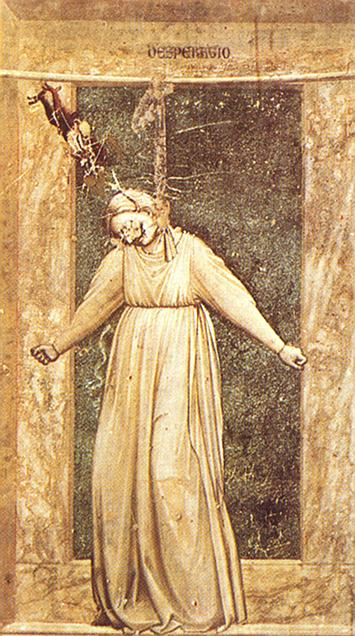
Джотто, Зневіра

Зневі́ра (лат. acedia) — почуття образи, розчарування та безнадійності, що супроводжується загальним упадом сил, пригнічений стан духу. Має характер безнадійного суму, туги та гнітючої нудьги. Духовна чи фізична апатія. 
Може привести до депресії.
У християнстві — один з семи смертних гріхів.
За твердженням Івана Лествичника, зневіра є "оббрехуванням Бога", шляхом ствердження нібито Він немилосердний і нечоловіколюбивий» (Лествиця 13:2).